# Маловић
Маловић је презиме. Значајне особе са овим презименом су:
- Ђурђина Маловић (1996), црногорска рукометашица
- Марица Маловић-Ђукић (1949), српски историчар
- Милош Маловић (1989), српски фудбалер
- Никола Маловић (1970), српски писац
- Снежана Маловић (1976), српска политичарка
- Стив Маловић (1956–2007), америчко-израелски кошаркаш